# August Sander
August Sander (Herdorf, 17 novembre 1876 – Colonia, 20 aprile 1965) è stato un fotografo tedesco.

## Biografia
Sander era figlio di un carpentiere che lavorava nell'industria mineraria. Mentre lavorava in una miniera locale, Sander imparò i primi rudimenti della fotografia assistendo un fotografo che stava lavorando per la compagnia mineraria. Col supporto finanziario di suo zio comprò l'attrezzatura fotografica e allestì una sua camera oscura. Svolse il servizio militare (1897 – 1899) come assistente di un fotografo, e gli anni successivi viaggiò attraverso la Germania. Nel 1901 iniziò a lavorare per uno studio fotografico a Linz, diventandone prima socio (1902) e poi unico proprietario. Nel 1910 lasciò Graz e aprì un nuovo studio a Colonia. Nei primi anni venti Sander si unì al "Gruppo degli Artisti Progressivi" di Colonia e cominciò a pianificare un catalogo della società contemporanea attraverso una serie di ritratti. Nel 1927 Sander, insieme allo scrittore Ludwig Mathar, viaggiò per la Sardegna per tre mesi, scattando circa 500 fotografie. Comunque, un diario dettagliato dei suoi viaggi non fu mai completato.
Il primo libro di Sander Face of our Time fu pubblicato nel 1929. Contiene una selezione di 60 ritratti tratti dalla serie People of the Twentieth Century (Ritratti del Ventesimo Secolo). Sotto il regime nazista, il suo lavoro e la sua vita personale furono pesantemente limitati. Suo figlio Erich, che era un membro del partito di sinistra Sozialistischen Arbeiterpartei Deutschlands (SAP), fu arrestato nel 1934 e condannato a 10 anni di prigione, dove morì nel 1944, poco prima della fine della sua condanna. Il libro di Sander Face of our Time fu sequestrato nel 1936 e le lastre furono distrutte, in quanto l'uomo proposto dal fotografo non corrispondeva al modello proposto dal regime nazista.
Durante il decennio successivo il lavoro di Sander fu rivolto primariamente alla natura e alla fotografia di paesaggio. Quando esplose la seconda guerra mondiale lasciò Colonia e si trasferì in campagna, permettendo così di salvare la maggior parte dei suoi negativi. Il suo studio fu distrutto nel 1944 durante un bombardamento. Il lavoro di Sander comprende paesaggi, natura, foto di architettura e street photography, ma è famoso soprattutto per i suoi ritratti, come esemplificati dalla serie Uomini del Ventesimo Secolo. In questa serie egli cerca di offrire un catalogo della società tedesca durante la Repubblica di Weimar. La serie è divisa in sette sezioni: i Contadini, i Commercianti, le Donne, Classi e Professioni, gli Artisti, le Città e gli Ultimi (homeless, veterani, ecc.).